# Tarot

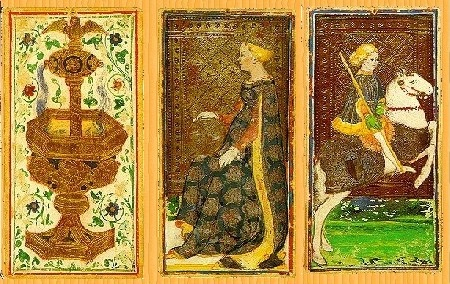
Tarot de Visconti - Sforza

El tarot és un joc de cartes, va ser inventat a Itàlia al segle xv. Avui, i sobretot des de finals del segle xviii, també s'utilitza com a eina d'endevinació, com a eina de comunicació amb l'inconscient, utilitzant el seu llenguatge simbòlic. El joc de cartes del tarot està formada per 78 cartes entre els quals els esoteristes distingeixen arcans majors i arcans menors.

## Història
A mitjans del segle XV, els símbols del joc de cartes italià eren els que s'han transmès fins a l'actualitat: copes, espases, bastos i monedes, però a les cartes del tarot s’hi van afegir 21 triomfs, o tarocchi, que eren figures. Les primeres referències al tarot daten de les dècades de 1440 i 1450 al nord d'Itàlia: Venècia, Milà, Florència i Urbino, però amb la complicació del joc en aquell moment, és probable que hagués començat a evolucionar a principis de segle. Les cartes de tarot utilitzaven els pals italians estàndard, amb valors del 10 a l'1 i quatre cartes amb figura (rei, reina, cavaller i sota) fent un total de 56 cartes, i un comodí, i els 21 trumfos.

## Distribució
En el seu temps, les cartes de Tarot van ser àmpliament difoses a tot Europa, a excepció de les Illes Britàniques i la Península Ibèrica. Cap al segle XX van entrar en decadència, però més tard van viure un renaixement en algunes regions i països. Per exemple, el Tarot francès al segle XVIII era prevalent principalment a Provença, però als anys 1950 es va expandir tant que el 1973 es va crear la Federació Francesa de Tarot (Fédération Française de Tarot), i el mateix Tarot francès es va convertir en el segon joc de cartes més popular a França. Jocs de tarot, com "Königrufen", es van fer significativament més populars a Àustria, on es realitzen tornejos internacionals amb la participació d'altres països, especialment de l'Europa de l'Est, on encara es juga a aquests jocs, incloent-hi Hongria, Romania, Eslovàquia i Eslovènia.

## Cartomància
Als països de parla anglesa, on aquests jocs no es juguen tan sovint, només hi ha disponibles cartes de tarot especialment dissenyades, que s'utilitzen principalment per la seva novetat i per a la endevinació. Els primers ocultistes francesos afirmaven que les cartes de tarot tenien una connexió esotèrica amb l'Antic Egipte, la Càbala, el tantra indi o l'I Ching. Aquestes afirmacions se solen repetir per autors de llibres sobre endevinació amb cartes. No obstant això, les investigacions científiques han demostrat que les cartes de Tarot van ser inventades al nord d'Itàlia a mitjans del segle xv, i han confirmat que fins a finals del segle XVIII no hi havia evidència històrica d'un ús significatiu de les cartes de Tarot per a l'endevinació.
La menció més antiga d'una baralla de Tarot utilitzada per a la cartomància es troba en un manuscrit anònim datat aproximadament de 1750, en el qual es descriuen significats rudimentaris de les cartes del Tarot de Bolonya. La popularització del Tarot esotèric va començar als anys 1780 a París amb Antoine Court i Jean-Baptiste Alliette (Etteilla) i l'ús del Tarot de Marsella

## Arcans majors
Segons els esoteristes, Els arcans majors són 22 làmines on es reflecteixen de manera profunda arquetips de la personalitat humana. Habitualment els arcans majors es comptabilitzen des del número 0 fins al 21, formant així un camí de vida filosòfic que reflecteix l'origen de l'home com a ésser des del seu origen en el cosmos (el boig) fins al seu retorn en el cosmos (el món) tot i que sovint es contempla la possibilitat d'enumerar-los des de l'1 (el mag) com a principi de la matèria fins al 22 (el boig) com a retorn a l'inici en el cosmos. El psicòleg suís Carl Jung va estudiar l'aspecte arquetípic dels arcans del tarot.

## Arcans menors
Els arcans menors són 56 làmines dividides en quatre colls (com la baralla espanyola o la francesa) que poden fer referència a diversos aspectes de la vida tals com la matèria (per exemple els diners) representat pel pal d'ors, les emocions (per exemple l'amor) representat per les copes, el pensament (vinculat per exemple a temes d'estudis) que són les espases, i l'acció (el funcionament de quelcom) representat pel pal de bastons.
Pel que fa a baralles del tarot la més utilitzada a nivell mundial és el Tarot de Marsella, encara que existeixen múltiples baralles de tarot que reflecteixen igualment els significats i representacions anteriorment esmentades. La primera referència al tarot apareix al segle xv Itàlia.

### Nom de les cartes
I. Le Bateleur (El Mag)

II. La Papesse (La Papessa)

III. L'Impératrice (L'Emperadriu)

IV. L'Empereur (L'Emperador)

V. Le Pape (El Papa)

VI. L'Amoureux (L'Enamorat)

VII. Le Chariot (El Carro)

VIII. La Justice (La Justícia)

IX. L'Ermite (L'Ermità)

X. La Roue de Fortune (La Roda de Fortuna)

XI. La Force (La Força)

XII. Le Pendu (El Penjat)

XIII. (Normalment no té nom, se sol anomenar L'Arcane sans nom 
(L'Arcà sense nom) o La Mort (La Mort))

XIV. Tempérance (Temperança)

XV. Le Diable (El Diable)

XVI. La Maison Dieu (la Casa Déu)

XVII. L'Étoile (L'Estrella)

XVIII. La Lune (La Lluna)

XIX. Le Soleil (El Sol)

XX. Le Jugement (El Judici)

XXI. Le Monde (El Món)

Sense número. Le Mat o Le Fou (El Boig) 